# Rychlost větru
Rychlost větru je rychlost vzduchu měřená vůči zemi. K jejímu měření se v meteorologii používají přístroje zvané anemometry. Rychlost větru lze také odhadnout podle jeho účinků na předměty poblíž zemského povrchu. Pro odhad síly větru se používá mezinárodní dvanáctidílná Beaufortova stupnice sestavená v roce 1805 anglickým admirálem Francisem Beaufortem.

## Jednotky
Rychlost větru se udává v metrech za sekundu (m·s−1), kilometrech za hodinu (km·h−1) a uzlech - angl. knot (kn nebo kt). Pro tyto jednotky platí následující převodní tabulka:
|          | m/s    | km/h  | knot   |
| -------- | ------ | ----- | ------ |
| 1 m/s =  | 1      | 3,6   | ~1,944 |
| 1 km/h = | ~0,278 | 1     | ~0,540 |
| 1 knot = | ~0,514 | 1,852 | 1      |

Pro vyjadřování rychlosti větru Beaufortovou stupnicí se používá zkratka Bft či ° B.

## Značení na synoptických mapách
Ve staničním modelu na synoptických mapách se rychlost větru zakresluje pomocí šipky větru směřující do staničního kroužku. Šipka větru udává jak směr (odkud vítr vane), tak rychlost větru – ta je značena čárkami (tzv. opeřením), každá čárka značí 5 m/s (10 kt), poloviční čárka 2,5 m/s (5 kt), vyplněný trojúhelníček 25 m/s (50 kt). Bezvětří se udává nevyplněným kolečkem. V případě staničního modelu, kdy je do staničního kroužku zaznamenán stupeň pokrytí oblohy oblaky – oblačnost, vyznačí se bezvětří kolečkem kolem staničního kroužku. Opeření se na severní polokouli kreslí po směru hodinových ručiček. Čárky opeření svírají s dříkem šipky úhel 120°.

Při ručním zákresu šipky větru symbolizující rychlost 2,5 m·s−1 se poloviční čárka opeření nekreslí až na konec dříku.
Při ručním zákresu šipky větru symbolizující rychlost 5 m·s−1 se čárka opeření kreslí až na konec dříku.
Značka pro západní vítr (sever k hornímu okraji) o rychlosti 10 m·s−1 (20 kt).
Praporek nahrazuje pět čárek opeření.[3] Značka pro vítr o rychlosti 25 m·s−1 (50 kt, 90 km·h−1).
Symbol s vyšší hodnotou se zakresluje blíže konci dříku. Značka pro vítr o rychlosti 32,5 m·s−1 (65 kt, 117 km·h−1).